# Södra Flymens naturreservat
Södra Flymen är ett naturreservat i Karlskrona kommun i Blekinge län.
Reservatet är skyddat sedan 2005 och omfattar 50 hektar. Det är beläget nordost om Karlskrona, öster om Flymens kyrka och utgörs till största delen en gammal granskog med inslag av tall och olika lövträd.

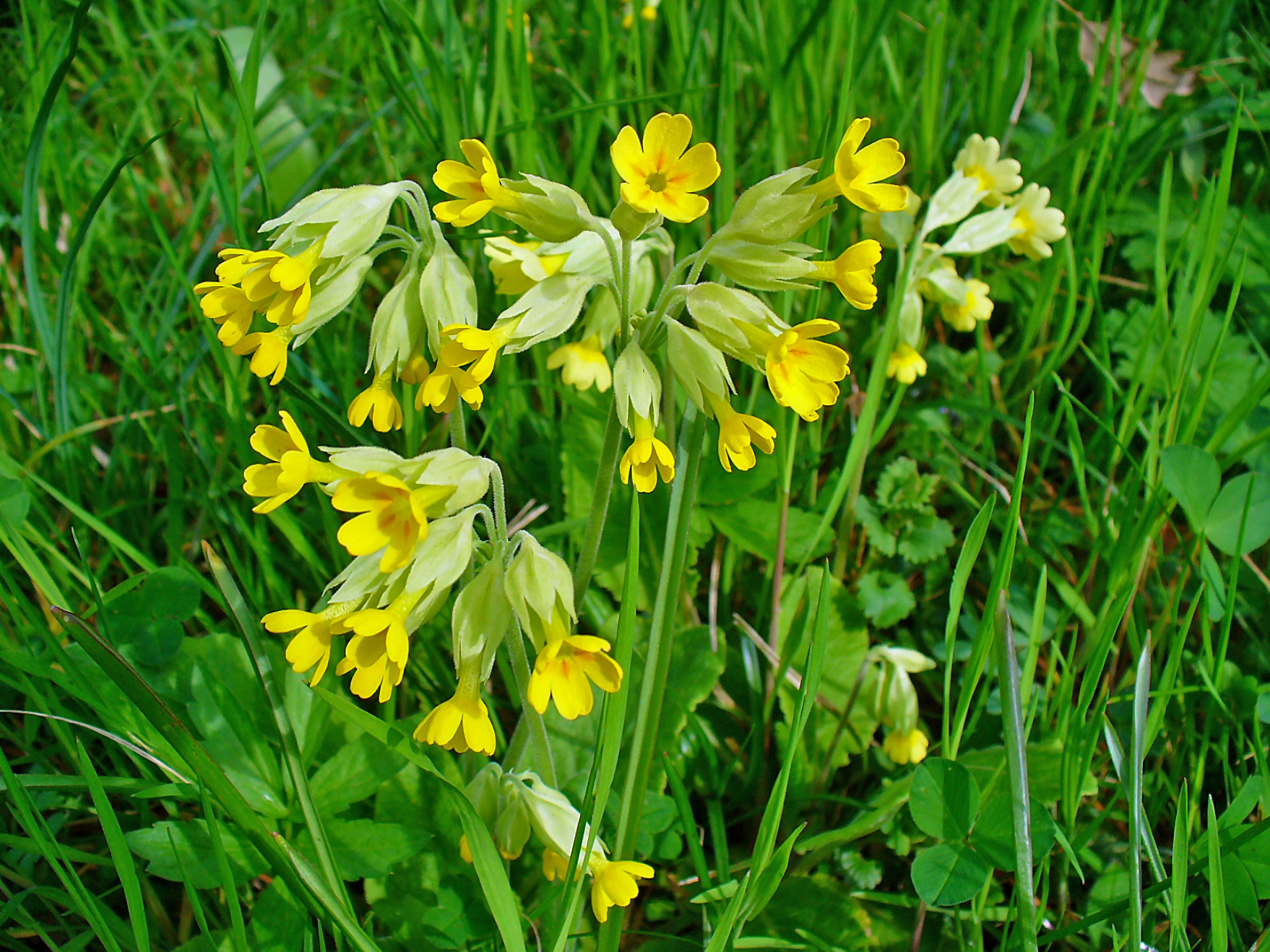
Gullviva

Förutom gran och tall växer där även ek, bok, asp och björk. Där finns även mindre fattigkärr och små alsumpskogar. Mängden död ved är stor och därför lever där ett stort antal skalbaggar, en del av dessa är mycket ovanliga. Det finns även gott om mossor, lavar och svampar, t.ex. den ovanliga brandtickan.
På en del halvöppna marker växer t.ex. gullviva, höskallra, jungfru Marie nycklar, prästkrage och liten blåklocka. Inom området finns en del kulturhistoriska spår är odlingsrösen, stenmurar, äldre vägar och stigar. En kolbotten finns i områdets östra del.
Naturreservatet ingår i EU:s ekologiska nätverk, Natura 2000.